# Айвадж
Айвадж (тадж. Айваҷ, Айвоҷ) — село в джамоате имени Джуры Назарова Шахритусского района Хатлонской области Таджикистана.
На 2017 год население села составляло 6473 человека, в основном таджики, но в селе также компактно живет арабская диаспора.
Село расположено в месте впадения реки Кафирниган в Амударью (по ней проходит граница с Афганистаном). Расстояние до общинного центра — 12 км, а до районного — 35 км.
В селе есть клуб, больница, высшая школа. Экономика села строится на выращивании и продаже хлопка. Недалеко от села есть пограничные заставы.
До 1992 года село находилось в Курган-Тюбинской области.

## Климат
Согласно классификации климатов Кёппена, в Айвадже — холодный семиаридный климат (BSk). Средняя годовая температура — 17,1 °C, среднее годовое количество осадков — 223 мм.
| Показатель                    | Янв. | Фев. | Март | Апр. | Май  | Июнь | Июль | Авг. | Сен. | Окт. | Нояб. | Дек. |
| ----------------------------- | ---- | ---- | ---- | ---- | ---- | ---- | ---- | ---- | ---- | ---- | ----- | ---- |
| Средний суточный максимум, °C | 8,8  | 11,8 | 17,3 | 17,3 | 30,9 | 37   | 38,7 | 36,9 | 32,1 | 25,1 | 16,7  | 10,8 |
| Средний суточный минимум, °C  | −1,4 | 1,1  | 6,1  | 6,1  | 15,8 | 20   | 22,1 | 19,9 | 14,4 | 8,8  | 3,2   | 0    |
| Норма осадков, мм             | 32   | 34   | 54   | 37   | 18   | 0    | 0    | 0    | 0    | 6    | 16    | 26   |
| Источник: Climate-Data.org    |      |      |      |      |      |      |      |      |      |      |       |      |